# Kutinaite
La kutinaite è un minerale.